# Flatsfjall
Flatsfjall är ett berg i republiken Island. Det ligger i regionen Västfjordarna, 200 km norr om huvudstaden Reykjavík. Toppen på Flatsfjall är 731 meter över havet.
Trakten runt Flatsfjall är nära nog obefolkad, med mindre än två invånare per kvadratkilometer. Närmaste större samhälle är Þingeyri, omkring 12 kilometer nordväst om Flatsfjall. Trakten runt Flatsfjall består i huvudsak av gräsmarker.